# Villanueva (Santo Adriano)
Villanueva es una parroquia asturiana del concejo de Santo Adriano, en el norte de España, y el único lugar de dicha parroquia. Tiene una población de 134 habitantes según el INE de 2021, repartidos en una superficie de 3,36 km² por lo que es la parroquia más pequeña del concejo, pero la más poblada. El lugar de Villanueva es además la capital del concejo de Santo Adriano y está situado a una altitud de 227m.
La parroquia limita al norte con Castañedo del Monte, al noreste con Tuñón, al sur con San Martín en el vecino concejo de Proaza y por último al oeste con Linares y la parroquia de Proaza, capital del concejo homónimo.

## Cultura

### Arte
En Villanueva se encuentra la iglesia parroquial de San Román, de origen románico. Presenta una sola nave, ábside semicircular y cubierta con bóveda de cañón. Fue reconstruida en el siglo XVIII y aún conserva en su interior pinturas murales de estética gótica.
También es reseñable el puente medieval de estilo romano que cruza el río Trubia y que une los dos barrios de la localidad.

### Museos
El ecomuseo de La Ponte, La Ponte-Ecomuséu, es promovido por la Asociación Sociocultural La Ponte, y abarca diferentes bienes patrimoniales, habiendo recibido varios premios en reconocimiento a su trayectoria, como el premio internacional Leading Culture Destination, considerados los «Oscars de los Museos», en la categoría de Best Soft Power Cultural District, o el Premio Hispania Nostra 2019 a las Buenas Prácticas en la conservación del Patrimonio Cultural en la categoría «Intervención en el Territorio o en el Paisaje».

### Fiestas
Se celebran las fiestas del Carmen el 16 de julio y las de San Román el 9 de agosto.